# Wydział Dziennikarstwa, Informacji i Bibliologii Uniwersytetu Warszawskiego
Wydział Dziennikarstwa, Informacji i Bibliologii Uniwersytetu Warszawskiego (WDIiB UW) – wydział Uniwersytetu Warszawskiego, który rozpoczął działalność 1 września 2016 roku. Został utworzony z Instytutu Dziennikarstwa (będącego dotychczas częścią Wydziału Dziennikarstwa i Nauk Politycznych), oraz Instytutu Informacji Naukowej i Studiów Bibliologicznych (będącego dotychczas częścią Wydziału Historycznego). Działalność badawcza i dydaktyczna wydziału skupia się na: naukach o mediach, informatologii i bibliologii.
Siedziba Wydziału mieści się w dawnym budynku łazienek Teodozji Majewskiej przy ul. Bednarskiej 2/4. Część katedr Wydziału ma swoje siedziby przy ul. Nowy Świat 69.

## Kierunki kształcenia
Dostępne kierunki:
- Architektura przestrzeni informacyjnych (studia I i II stopnia)
- Dziennikarstwo i medioznawstwo (studia I i II stopnia)
- Informacja naukowa i bibliotekoznawstwo (studia I i II stopnia[5])
- Logistyka i administrowanie w mediach (studia I i II stopnia)
- Publikowanie współczesne (studia I i II stopnia)
- Zarządzanie Big Data (studia II stopnia)

## Władze Wydziału
W kadencji 2024–2028:
| Stanowisko                                               | Imię i nazwisko                     |
| -------------------------------------------------------- | ----------------------------------- |
| Dziekan                                                  | prof. dr hab. Dariusz Kuźmina       |
| Prodziekan ds. finansowych                               | dr hab. Jacek Puchalski, prof. ucz. |
| Prodziekan ds. badań naukowych i współpracy zagranicznej | dr hab. Michał Głowacki, prof. ucz. |
| Prodziekan ds. Studenckich                               | dr hab. Maria Łoszewska-Ołowska     |

## Struktura organizacyjna

### Katedry
| Katedra                                                      | Kierownik                              |
| ------------------------------------------------------------ | -------------------------------------- |
| Katedra Antropologii Mediów                                  | prof. dr hab. Robert Cieślak           |
| Katedra Badań nad Bibliotekami i Innymi Instytucjami Kultury | prof. dr hab. Robert Kotowski          |
| Katedra Bibliografii i Dokumentacji                          | prof. dr hab. Jadwiga Woźniak-Kasperek |
| Katedra Fotografii i Komunikacji Wizualnej                   | dr hab. Paweł Żak                      |
| Katedra Informatologii                                       | prof. dr hab. Barbara Sosińska-Kalata  |
| Katedra Języka Mediów                                        | dr hab. Jagoda Bloch                   |
| Katedra Komunikacji Społecznej i Public Relations            | prof. dr hab. Dariusz Tworzydło        |
| Katedra Książki i Historii Mediów                            | dr hab. Jacek Puchalski                |
| Katedra Prawa Mediów                                         | prof. dr hab. Tadeusz Kononiuk         |
| Katedra Systemów Medialnych                                  | dr hab. Michał Głowacki                |
| Katedra Technologii Informacyjnych Mediów                    | -                                      |

### Pozostałe jednostki
| Jednostka                                            | Kierownik                |
| ---------------------------------------------------- | ------------------------ |
| Centrum Analiz Medialnych                            | dr hab. Tomasz Gackowski |
| Laboratorium Badań Medioznawczych                    | dr hab. Tomasz Gackowski |
| Laboratorium Badań Telewizyjnych i Filmowych         | dr Sławomir Rogowski     |
| Centrum Badań i Edukacji im. Ryszarda Kapuścińskiego | Stanisław Zawiśliński    |

## Czasopisma naukowe
Na Wydziale Dziennikarstwa Informacji i Bibliologii Uniwersytetu Warszawskiego wydawane są 4 czasopisma naukowe:
- Studia Medioznawcze
- Przegląd Biblioteczny
- Zagadnienia Informacji Naukowej – Studia Informacyjne
- Z badań nad książką i księgozbiorami historycznymi

„Studia Medioznawcze” to kwartalnik naukowy, który został założony w 2000 roku w Instytucie Dziennikarstwa na Wydziale Dziennikarstwa i Nauk Politycznych UW. "Przegląd Biblioteczny" to najstarsze polskie czasopismo bibliotekarskie o charakterze naukowym, które obejmuje wszystkie podstawowe nurty polskiego bibliotekoznawstwa, księgoznawstwa, bibliografii i informacji naukowej. Czasopismo "Zagadnienia Informacji Naukowej – Studia Informacyjne" adresowane jest do międzynarodowego środowiska badaczy nauk o informacji oraz praktyków działalności informacyjnej. Ostatnie czasopismo naukowe "Z Badań nad Książką i Księgozbiorami Historycznymi” obejmuje zakres nauk o komunikacji społecznej i mediach Katedry Książki i Historii Mediów Wydziału Dziennikarstwa, Informacji i Bibliologii Uniwersytetu Warszawskiego redagowane od 2006 roku.

## Biblioteki
Na Wydziale Dziennikarstwa Informacji i Bibliologii Uniwersytetu Warszawskiego funkcjonują cztery biblioteki. Są to:
- Biblioteka Wydziałowa
- Polonijna Bibliotek Cyfrowa
- Wirtualne Muzeum Polonii
- Medioteka.

Polonijna Biblioteka Cyfrowa zamieszcza cyfrowe kopie unikalnych poloników z wybranych kolekcji zagranicznych. Została utworzona przez Instytut Informacji Naukowej i Studiów Bibliologicznych Uniwersytetu Warszawskiego. Kuratorem Biblioteki jest prof. dr hab. Dariusz Kuźmina, a administratorem dr Zdzisław Dobrowolski. Wirtualne Muzeum Polonii to strona, która w oparciu o zgromadzony materiał prasowy daje podstawowe informacje o polonijnych archiwach, bibliotekach, instytutach naukowych, muzeach i pomnikach polskich za granicą. Inicjatorem i kustoszem Wirtualnego Muzeum Polonii, podobnie jak i Polonijnej Biblioteki Cyfrowej, na której zbiorach się opiera, jest prof. dr hab. Dariusz Kuźmina. Medioteka zawiera teksty pracowników i współpracowników Wydziału z zakresu bibliologii i informacji naukowej. 

## Laboratorium Badań Medioznawczych i Centrum Analiz Medialnych
Laboratorium Badań Medioznawczych UW (LBM UW) i Centrum Analiz Medialnych UW (CAM UW) to pracownie naukowo-badawcze w strukturze Wydziału Dziennikarstwa, Informacji i Bibliologii Uniwersytetu Warszawskiego, prowadzące badania na styku nauk społecznych, humanistycznych i technicznych. Głównym celem jednostek jest tworzenie zaplecza naukowo-technicznego analizującego przekazy medialne, nadawców i odbiorców komunikacji społecznej. Jednostki dysponują aparaturą umożliwiającą badania procesu komunikacji na wszystkich jej poziomach (m.in. aparatura okulograficzna, arena VR, sala grywalizacji, system iMotions). 

## Akademickie Radio Kampus
Akademickie Radio Kampus to rozgłośnia warsztatowa, należąca do Uniwersytetu Warszawskiego. Radio rozpoczęło działalność 1 czerwca 2005 roku na Wydziale Dziennikarstwa i Nauk Politycznych UW, następnie od roku 2016 organizowana była w strukturach Wydziału Dziennikarstwa, Informacji i Bibliologii UW, gdzie w budynku WDIiB na ul. Bednarskiej ma swoją siedzibę. 27 grudnia 2021 roku rozgłośnia została jednostką administracji ogólnouniwersyteckiej Uniwersytetu Warszawskiego. Stacja nadaje 24-godzinny program na 97,1 MHz w promieniu ok. 30 km od Warszawy. Zespół radia tworzą w większości studenci. Radio realizuje w ten sposób misję edukacyjną, umożliwiając naukę zawodu dziennikarza lub realizatora dźwięku. Studenci świadczą pracę na zasadzie zdobywania praktyki, nie otrzymują za nią wynagrodzenia. Kolegium redakcyjne tworzą osoby z doświadczeniem radiowym w radiofonii publicznej lub komercyjnej. Jednocześnie jest to warszawskie radio, w którym nie brakuje rozmów o miejskich wydarzeniach – kulturalnych, muzycznych, społecznych i studenckich. Od początku istnienia najbardziej charakterystycznym stacji elementem jest niesformatowana muzyka.

## Ogólnopolska Olimpiada Wiedzy o Mediach
Olimpiada Wiedzy o Mediach to ogólnopolskie wydarzenie organizowane od 2014 roku przez Wydział Dziennikarstwa Informacji i Bibliologii Uniwersytetu Warszawskiego we współpracy z 15 uczelniami wyższymi w całej Polsce. Celem przedsięwzięcia jest popularyzacja wiedzy z zakresu nauk o mediach i komunikacji społecznej wśród uczniów szkół ponadpodstawowych. 

## Zainteresowanie kierunkiem
W rekrutacji prowadzonej w roku 2021 Informacja naukowa i bibliotekoznawstwo były najmniej obleganym kierunkiem na Uniwersytecie Warszawskim. Na jedno miejsce przypadało 0,4 kandydata.